# ペナルティーショット
ペナルティーショット(Penalty Shot、略してPS)は、相手側の反則に対してゴーリー（ゴールキーパー）と1対1でショットを放つことができるもので、アイスホッケーのルールのうちのひとつである。審判は、拳を握った両手を頭上で交差させてホイッスルを吹き、PSを告知する。

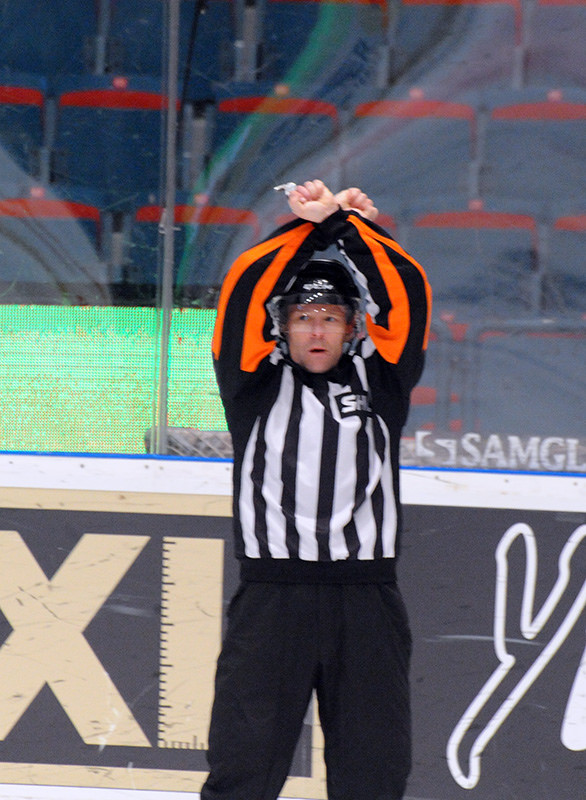
ペナルティーショットを合図している審判

## PSが与えられるケース
オフェンス側に明らかに決定的な得点チャンスがあった時に、ゴーリーの反則妨害により得点することが出来なかったと審判が判断した場合に与えられる。しかしながら、ゴーリーには自陣ゴールを守る使命が特権的に認められているので、よほど明白で悪質な反則でも無い限り、通常は単純な反則として代わりのプレイヤーを2分間退場させることが多く、実際のプレーでPSを目にする機会はあまりない。
- とある選手が、誰も防げなくなり、ゴーリーと1対1の状態になったときに、ディフェンスの選手などがその選手めがけて飛び込み、審判がそれをペナルティーと判断したときにも与えられることがある。
- またシュートアウトはペナルティーショットの繰り返しである。

## PSの要領
- PSが与えられる選手(怪我などをしてPSができない場合は代替選手の投入が可能)は、リンクの真ん中に置かれたパックを｢パックキャリー｣といういわゆるドリブルをしながら、シュートに持ち込む。
- PSにおける動きはいくつかあるが、氷のコンディションなどで主に決まる。
- 動きの中には、普通にシュートするパターン、ディーク(Deke)といわれるフェイントをかけるパターン、360°回転して相手ゴーリーを惑わせる｢Spin-o-rama(スピン・オー・ラマ)｣という動きなどが主にある。
- 試合中のPSなら得点するか、ゴーリーがパックをはじくかでそのPSは終わり、PSをしたほうの選手にとっての攻撃サイドからフェイスオフをして、試合を再開する。いうまでも無いが、サドンデスのOT  (Overtime Period, 延長戦) なら、ゴールをしたらその時点で試合終了。
- シュートアウト中のPSなら、その次のシューターに移る。

## チームの得点
- シュートアウト中のPSなら、シュートアウトの項目を参照のこと。
- 試合中のPSなら、ゴールした場合、チームの得点に1点が入る。
- ゴーリーがシュートを止めた場合、チームの得点は変わらない。

## 延長戦でのPS
- 延長戦でのPSは、まず与えられること自体が少ないうえ、PSそのものの成功率があまり高くないため｢延長戦でPSを与えられ、決勝点をたたき出した｣という選手はあまりいない。
- しかしながらナッシュビル・プレデターズのデイビッド・レグワンドは、2000年某日にニューヨークでそれを達成している。

## 他種の球技における類似ルール
- フリースロー (バスケットボール)
- ペナルティーキック (サッカー)